# مک‌کالا (آلاباما)
مک‌کالا (به انگلیسی: McCalla) یک منطقهٔ مسکونی در ایالات متحده آمریکا است که در آلاباما واقع شده‌است. مک‌کالا ۱۵٬۹۱۵ نفر جمعیت دارد و ۱۵۵٫۱۵ متر بالاتر از سطح دریا واقع شده‌است.